# Chus Rosa
María Jesús Rosa Durán (nacida el 11 de noviembre de 1979 en Madrid, Comunidad de Madrid), conocida como Chus Rosa, es una jugadora de hockey sobre hierba española. Disputó los Juegos Olímpicos de Atenas 2004 y Pekín 2008  con España, obteniendo un décimo y séptimo puesto, respectivamente. Chus es Licenciada en Ciencias de la Actividad Física y del Deporte (INEF) por la Facultad de Ciencias de la Actividad Física y del Deporte de la Universidad Politécnica de Madrid. Su actividad profesional se desarrolla en el Ayuntamiento de Torrejón de Ardoz como Coordinadora Técnico Deportivo.

## Inicio en el Hockey
Chus creció y se desarrolló en la cantera del Colegio Valdeluz, promovido por Fray Pedro Tapia, cuna del Hockey madrileño donde han salido otros jugadores como Rodrigo Garza o Ignacio Cobos.

## Participaciones en Juegos Olímpicos
- Atenas 2004, puesto 10.
- Pekín 2008, puesto 7.

## Reconocimientos Internacionales
Durante los años 2006, 2007 y 2008 fue reconocida como mejor portera del mundo dentro del equipo ideal de la Federación Internacional de Hockey. Chus ha sido 128 veces internacional.

## Reconocimientos Nacionales
- Medalla de Bronce de la Real Orden del Mérito Deportivo, otorgada por el Consejo Superior de Deportes - 2010
- Medalla de Plata de la Real Federación Española de Hockey - 2009
- Medalla de Plata del Comité Olímpico Español - 2007
- Premio Siete Estrellas del Deporte Comunidad de Madrid - 2006

## Resultados Internacionales más destacados
- Diploma Olímpico 2008 – Pekín (China) – 7º
- Semifinalista Copa del Mundo 2006 – Madrid (España) – 4º
- Semifinalista Campeonato de Europa 2009 – Amsterdam (Países Bajos) – 4º
- Semifinalista Campeonato de Europa 2007 – Manchester (Inglaterra) – 4º
- Semifinalista Campeonato de Europa 2005 – Dublín (Irlanda) – 4º Mejor Portera del Campeonato

- Campeona Preolímpico 2008 – Bakú (Azerbaiyán) . Mejor Portera del Campeonato
- Subcampeona de Europa 2003 – Barcelona (España) Mejor Portera del Campeonato
- Subcampeona Champions Challenge 2003 – Catania (Italia)
- Subcampeona Preolímpico 2004 – Auckland (Nueva Zelanda) - Mejor Portera del Campeonato
- Subcampeona Copa del Mundo 2007 Indoor - Viena (Austria) - Mejor Portera del Campeonato

## Resultados Nacionales más destacados
- 6 Campeonatos de Liga de Hockey Hierba
- 7 Copas de la Reina de Hockey Hierba
- 13 Campeonatos de Hockey Sala

## Colaboraciones en Medios de Comunicación
Chus colabora con medios de comunicación de prensa escrita, radio y televisión como comentarista especialista en Hockey Hierba.